# Józef Dusza
Józef Dusza (ur. 1 marca 1913 w Płazie, zm. 2 marca 1993 w Warszawie) – podpułkownik, oficer aparatu bezpieczeństwa PRL, za niedozwolone metody pracy śledczej zwolniony dyscyplinarnie i zdegradowany do stopnia szeregowca.

## Życiorys
Skończył szkołę podstawową i wieczorową szkołę tokarską, później był tokarzem w fabryce lokomotyw w Chrzanowie. Od 1934 działacz KZMP, od maja 1942 w PPR, współpracownik GL, od 1943 do stycznia 1945 ukrywał się. Następnie jako członek Komitetu Powiatowego PPR w Chrzanowie brał udział w przeprowadzaniu reformy rolnej, skończył kurs partyjny w Łodzi, po którym uczestniczył w walkach z oddziałami UPA w województwie rzeszowskim. Od 25 lipca 1945 oficer śledczy Wydziału VIII Departamentu I MBP, od 15 września 1945 oficer śledczy samodzielnego Wydziału Śledczego MBP, od 1 lipca 1947 oficer śledczy, a od 1 lutego 1948 starszy oficer śledczy Sekcji I Wydziału II Departamentu Śledczego MBP, 1 marca 1950 został kierownikiem Sekcji III Wydziału II Biura Specjalnego MBP, od 1 lipca 1951 zastępca naczelnika Wydziału II tego biura. Od 1 grudnia 1951 naczelnik Wydziału IV Departamentu X MBP, od kwietnia do listopada 1954 słuchacz kursu specjalnego MBP. Podczas pracy w więzieniu MBP na Mokotowie przesłuchiwał m.in. Leona Dziubeckiego.
Znany z sadyzmu i okrucieństwa wobec przesłuchiwanych więźniów i aresztantów; stosował wobec nich m.in. bicie, kopanie, szarpanie za włosy, wleczenie po celi, osadzanie na noc nago w karcerze, używanie obelżywych i wulgarnych wyzwisk. 31 marca 1955 zwolniony dyscyplinarnie za niedozwolone metody pracy śledczej, następnie aresztowany, zdegradowany do stopnia szeregowca i skazany sądownie na 5 lat więzienia. Pochowany na cmentarzu Północnym w Warszawie.

## Odznaczenia
- Order Sztandaru Pracy I klasy
- Złoty Krzyż Zasługi
- Srebrny Krzyż Zasługi